# シェレバングラ農科大学
シェレバングラ農科大学（シェレバングラのうかだいがく、ベンガル語: শেরেবাংলা কৃষি বিশ্ববিদ্যালয়、英: Sher-e-Bangla Agricultural University）は、ダッカ・Sher-e-Bangla Nagarに位置するバングラデシュならびに南アジアで最も古い農業研究機関である。略称はSAU。1938年12月11日にベンガル農業研究所として設立され、後の2001年に大学へ昇格し、現在のシェレバングラ農科大学へと改称された。
学部、大学院、Ph.Dコースが設置されている。

## 教育および研究
学士、修士、博士教育のための課程が設置されている。

### 学部[2]
- Faculty of Agriculture（農学部）
- Faculty of Agribusiness Management（アグリビジネス経営学部）
- Faculty of Animal Science & Veterinary Medicine（動物科学および獣医学部）

### 農学部の下部組織
- Department of Agronomy（農学）
- Department of Horticulture（園芸学）
- Department of Soil Science（土壌学）
- Department of Agricultural Botany（農業植物学）
- Department of Agricultural Extension and Information System（農業普及および情報システム）
- Department of Entomology（昆虫学）
- Department of Genetics and Plant Breeding（遺伝学および植物育種）
- Department of Plant Pathology（植物病理学）
- Department of Biochemistry（生化学）
- Department of Agricultural Chemistry（農芸化学）
- Department of Agroforestry and Environmental Science（アグロフォレストリーおよび環境科学）
- Department of Fisheries（漁業）
- Department of Agricultural Engineering（農業工学）
- Department of Biotechnology（生物工学）
- Department of Language（言語）
- Department of Seed Technology（種子技術）

### アグリビジネス経営学部の下部組織
- Department of Agricultural Economics（農業経済学）
- Department of Agricultural Statistics（農業統計学）
- Department of Agribusiness & Marketing（アグリビジネスおよびマーケティング）
- Department of Management & Finance（経営および財務）
- Department of Development & Poverty Studies（開発および貧困研究）

### 動物科学および獣医学部の下部組織
- Department of Animal Production & Management（動物生産および管理）
- Department of Animal Nutrition, Genetics & Breeding（動物栄養学、遺伝学、繁殖）
- Department of Anatomy, Histology & Physiology（解剖学、組織学、生理学）
- Department of Dairy Science（酪農科学）
- Department of Medicine & Public Health（医学および公衆衛生）
- Department of Microbiology & Parasitology（微生物学および寄生虫学）
- Department of Pathology（病理学）
- Department of Pharmacology & Toxicology（薬理学および毒性学）
- Department of Poultry Science（家禽科学）
- Department of Surgery & Theriogenology（外科学および動物繁殖学）